# Jakob Haugaard
Jakob Haugaard, né le 1er mai 1992 à Sundby, est un footballeur danois qui évolue au poste de gardien de but au Tromsø IL.

## Biographie

### FC Midtjylland
Avec l'équipe du FC Midtjylland, il joue deux matchs en Ligue Europa lors de la saison 2014-2015.

### Stoke City
Le 27 mai 2015, il rejoint le club de Stoke City. Le 9 janvier 2016, il fait ses débuts pour Stoke, lors d'un match de FA Cup contre les Doncaster Rovers. Le 2 avril 2016, à la suite de la blessure de Jack Butland, il dispute son premier match de Premier League lors d'un match contre Swansea City (score : 2-2)
Le 7 janvier 2017, il est prêté à Wigan Athletic.

## Palmarès
FC Midtjylland
- Champion du Danemark en 2015